# Східні Вісаї
Східні Вісаї (філ.: Silangang Kabisayaan; вар.: Sinirangan Kabisay-an; себ.: Sidlakang Kabisay-an) — адміністративний регіон на Філіппінах, позначається також як Регіон VIII. До складу регіону входять три великих острови: Самар, Лейте, Біліран. Регіон складається з шести провінцій (Біліран, Лейте, Північний Самар, Самар, Східний Самар, Південний Лейте), незалежного міста Ормок та високоурбанізованого міста Таклобан. Таклобан є регіональним центром.
Східні Вісаї омиваються Філіппінським морем зі сходу. Регіон відомий мостом Сан Хуаніко, який є найдовшим мостом на Філіппінах. Станом на 2010 рік населення регіону становило 4 440 150 осіб.

## Географія
Східні Вісаї розташовуються на сході центральної частини Філіппінського архіпелагу. До складу регіону входять три великих острови: Самар, Лейте, Біліран. На сході регіон межує з Філіппінським морем та протокою Сан Бернардіно, яка відокремлює острів Самар від південно-східної частини острова Лусон; на заході з морем Вісаян та островом Себу; на півдні з протокою Сурігао та островом Бохол.
Площа регіону становить 23 251 км2 або 7,2% від загальної площі країни. 52% площі займають ліси.

### Клімат
Є два типи клімату, які переважають в регіоні. Перший тип не має сухих сезонів і характеризується максимумом опадів з листопада по січень. Острів Самар та східна частина острова Лейте підпадають під цей тип клімату. Другий тип має рівномірний розподіл опадів цілий рік і короткий період сухого сезону, який спостерігається з лютого по травень. Цей тип клімату характерний для західної частини острова Лейте, частини острова Самар.
В листопаді 2013 року через Східні Вісаї пройшов тайфун Хайянь, другий по смертоносності тайфун який коли-небудь був на Філіппінах.

### Природні ресурси
Прибережні води регіону багаті рибою та морепродуктами. Східні Вісаї - один з регіонів Філіппін з найбільшим експортом рибної продукції. Значна частина острова покрита лісами.
Регіон має поклади наступних ресурсів: хроміт, уран (Самар), золото, срібло, манган, магній, бронза, нікель, глина, вугілля, вапняк, пірит, пісок, гравій. Східні Вісаї мають багаті запаси геотермальної енергії.

## Мови
Варайська мова є найпоширенішою в Східних Вісаях. Нею розмовляють на острові Самар, Біліран, в Таклобані та північно-східній частині острова Лейте. Себуанською мовою розмовляють в західній та південній частині острова Лейте.

## Адміністративний поділ
Східні Вісаї складаються з 6-ти провінцій, одного високоурбанізованого міста, одного незалежного міста, 5-ти міст, 136-ти муніципалітетів та 4 390 барангаїв.

### Провінції
| Провінція       | Адміністративний центр | Населення (2015) | Площа      | Густота   | Міста | Муніц. | Баранґаї |  |
| --------------- | ---------------------- | ---------------- | ---------- | --------- | ----- | ------ | -------- |  |
| Біліран         | Навал                  | 171 612          | 536 км2    | 320/км2   | 0     | 8      | 132      |  |
| Східний Самар   | Боронган               | 467 160          | 4 660 км2  | 100/км2   | 1     | 22     | 597      |  |
| Лейте           | Таклобан               | 1 724 679        | 6 313 км2  | 270/км2   | 3     | 40     | 1 503    |  |
| Північний Самар | Катарман               | 632 379          | 3 693 км2  | 170/км2   | 0     | 24     | 569      |  |
| Самар           | Катбалоган             | 780 481          | 6 048 км2  | 130/км2   | 2     | 24     | 951      |  |
| Південний Лейте | Маасін                 | 421 750          | 1 799 км2  | 230/км2   | 1     | 18     | 500      |  |
| Таклобан        | -                      | 242 089          | 202 км2    | 1 200/км2 | -     | -      | 138      |  |
| Всього          | Всього                 | 4 440 150        | 23 251 км2 | 190/км2   | 7     | 136    | 4 390    |  |
|                 |                        |                  |            |           |       |        |          |  |

## Економіка
Східні Вісаї, головним чином, аграрний регіон в якому вирощують рис, кукурудзу, кокосовий горіх, цукрову тростину і банани. Окрім сільського господарства основними джерелами доходу є видобуток корисних копалин, рибальство, туризм, а також виробництво, оптова та роздрібна торгівля і послуги.
Таклобан є центром інвестицій, торгівлі та розвитку в регіоні.